# Mecanismul de distribuție al motoarelor cu ardere internă

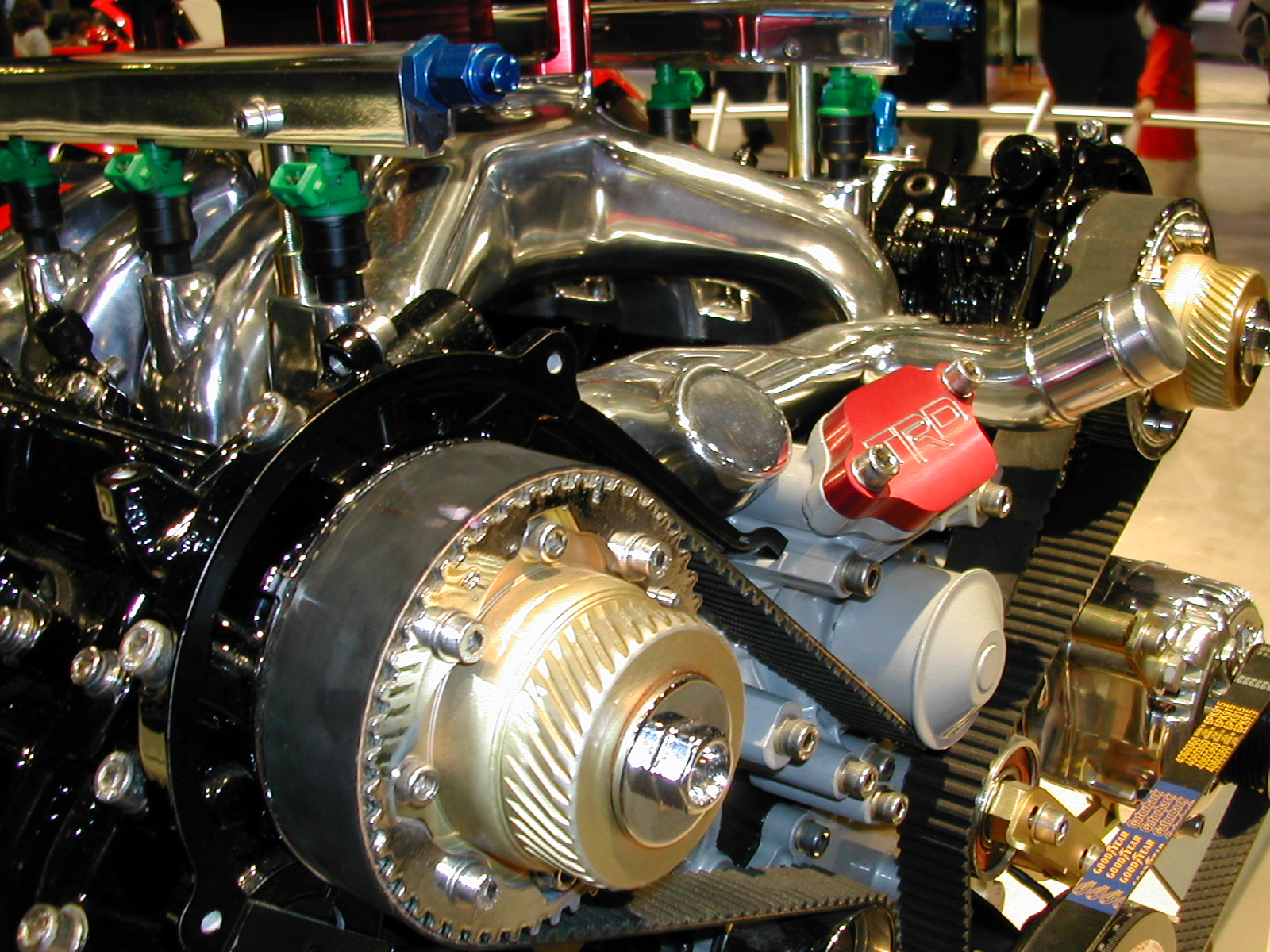
Mecanismul de distribuție cu curea dințată și arbore cu came montat pe chiulasă

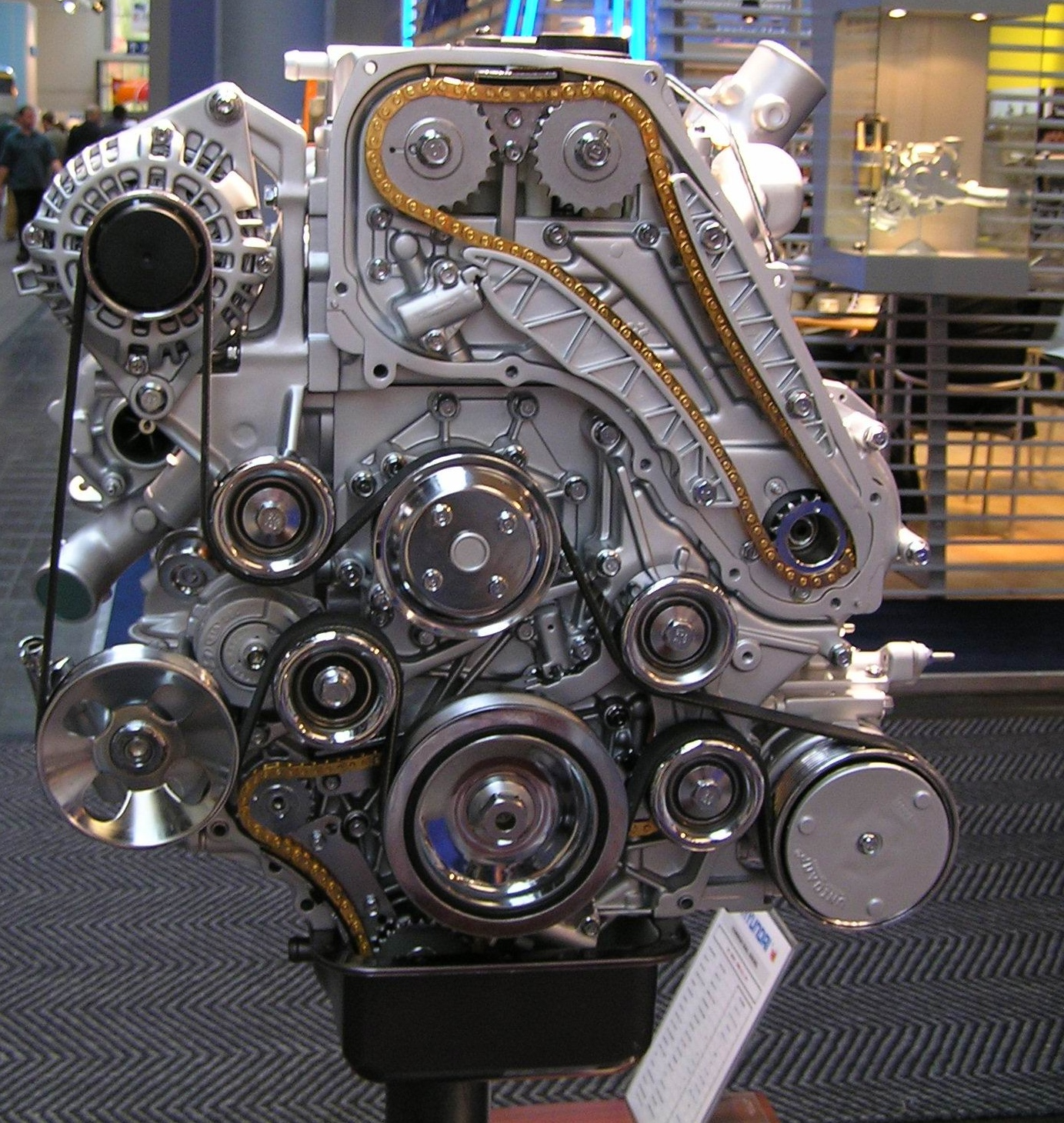
Mecanismul de distribuție cu lanțuri și arbore cu came montat pe chiulasă, motor Hyundai, Common rail, 2.500cm³

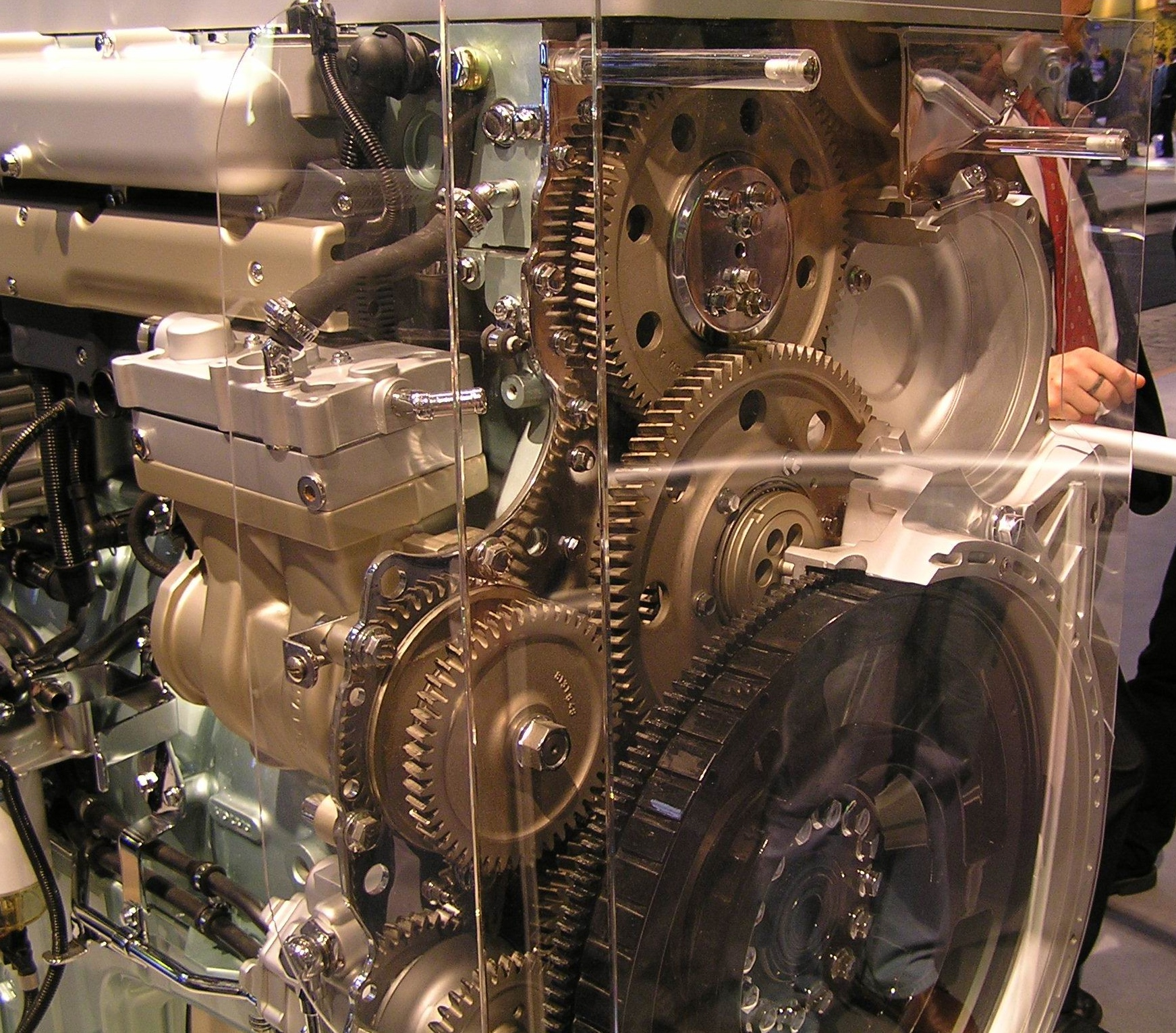
Mecanismul de distribuție cu pinioane de motor VOLVO

Mecanismul de distribuție este un sistem auxiliar al motorului cu ardere internă, al motorului cu abur având funcția de a corela umplerea a cilindrilor motorului cu amestec carburant, abur sau aer și de evacuare a gazelor arse sau a aerului.
Mecanismul de distribuție se folosește la aproape toate motoarele cu ardere internă în patru timpi, mai puțin motoarele în doi timpi.

## Clasificare
După tipul motorului la care este aplicată, distribuția poate fi pentru motoare în patru timpi sau în doi timpi.
- Distribuția la motoarele în doi timpi în general, este fără supape și are ferestre în cilindri care sunt închise sau deschise prin deplasarea pistonului care se mai numește distribuție prin lumini. Motoarele în doi timpi, în special cele cu aprindere prin comprimare au numai supape de admisie sau numai de evacuare.
- Distribuția pentru motoare în patru timpi folosește mecanismul de distribuție cu supape, care pot fi acționate mecanic, pneumatic, magnetic sau hidraulic . În majoritatea cazurilor (mecanic, hidraulic), supapele sunt acționate de culbutori sau direct de arborele cu came.

După poziția supapelor, mecanismul de distribuție poate fi cu supape laterale, cu supape în cap, sau mecanism de distribuție mixt.
- Mecanism de distribuție cu supape laterale, (SV; eng., Side Valves) de exemplu la motoarele mici cu o chiulasă mai îngustă (joasă). În acest caz supapele sunt în blocul motor sau pe lîngă cilindru.
- Mecanism de distribuție cu supape în cap, la acest mecanism supapele sunt montate în chiulasă deasupra pistonului.
- Mecanism de distribuție mixt, cînd supapele sunt montate și în blocul motor și în chiulasă.

După locul de montare a arborelui cu came, există mecanism de distribuție arbore cu came montat în carter și arbore cu came montat pe chiulasă.
- La arborele cu came, montat în carter, supapele sunt angrenate de culbutori, tijele acestora și tacheți (OHV; eng., Over Head Valves).
- La arborele cu came montat în chiulasă, deasupra supapelor (OHC; eng., Over Head Camshaft), supapele sunt angrenate prin culbutori sau cu angrenare directă a supapelor.

După angrenarea arborelui cu came,
- Curea
- Lanț
- Roți dințate

## Galerie de imagini

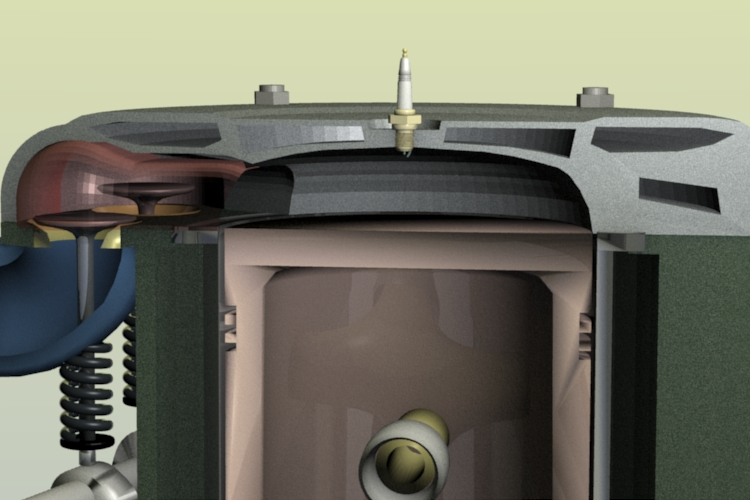
Mecanism de distribuție cu supape laterale
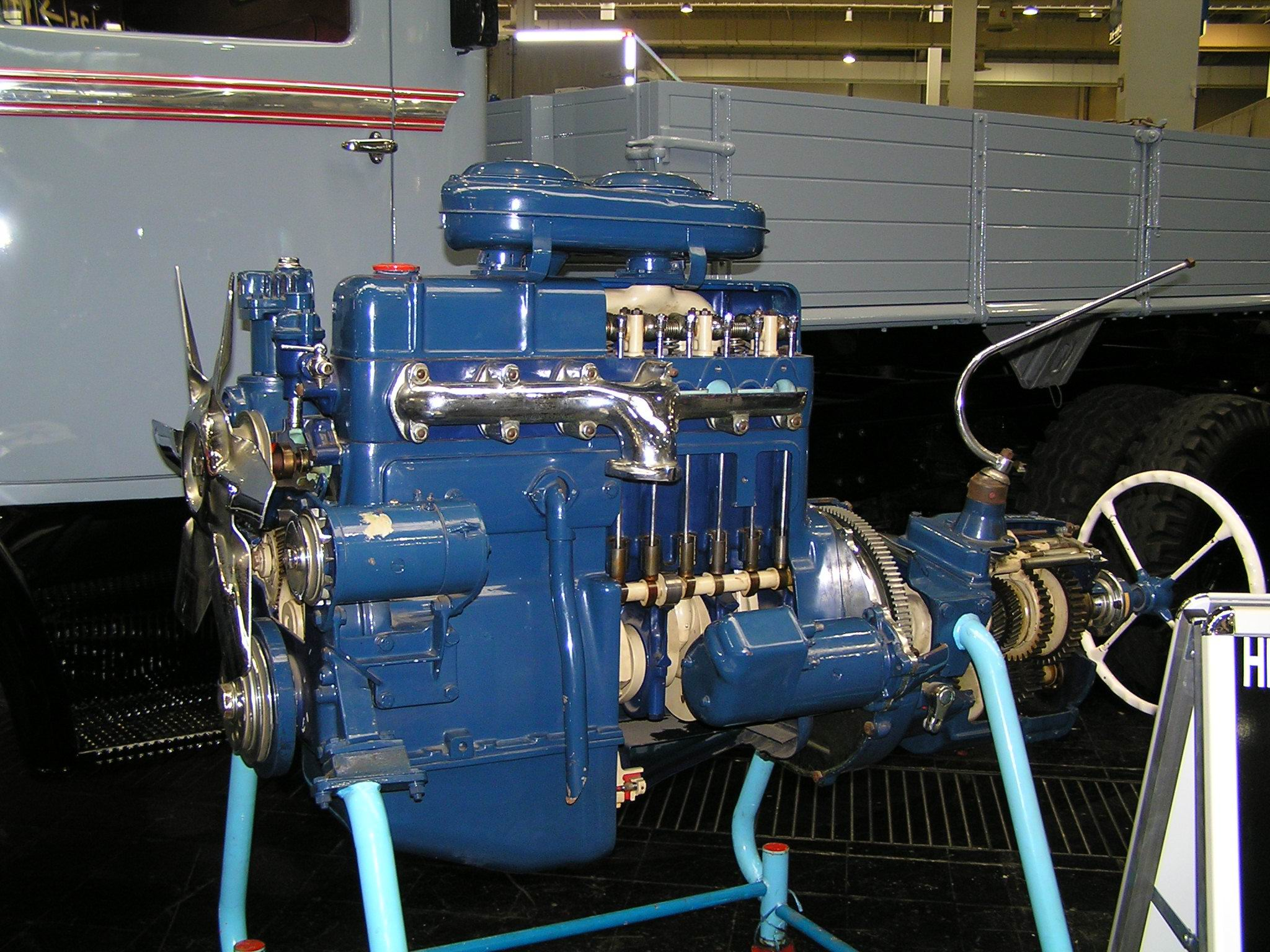
Motor Krupp-Mustang 1954, arbore cu came jos, tacheți, tije, culbutori
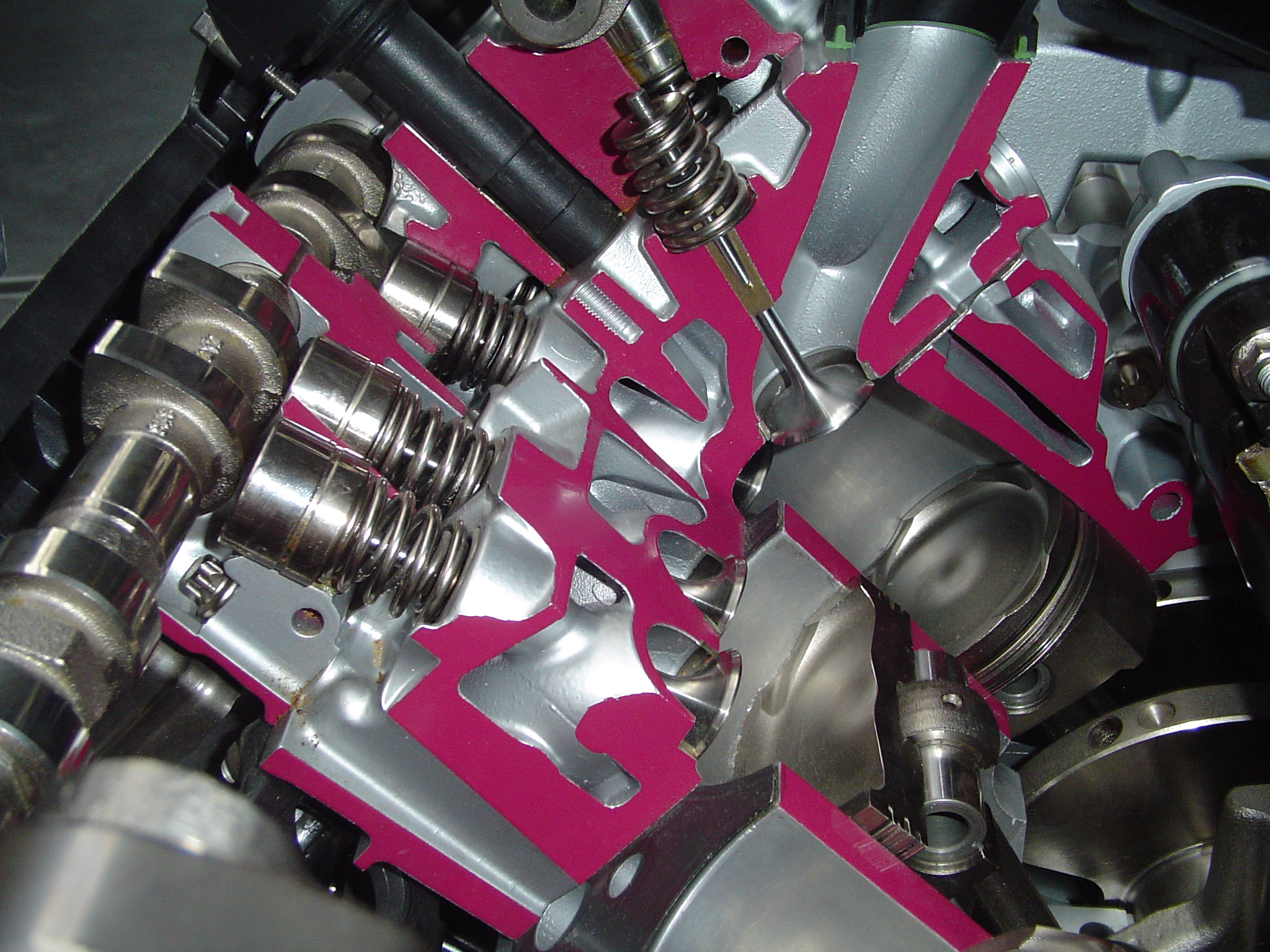
Distribuție, 4 supape la 1 cilindru cu doi arbori cu came pe chiulasă
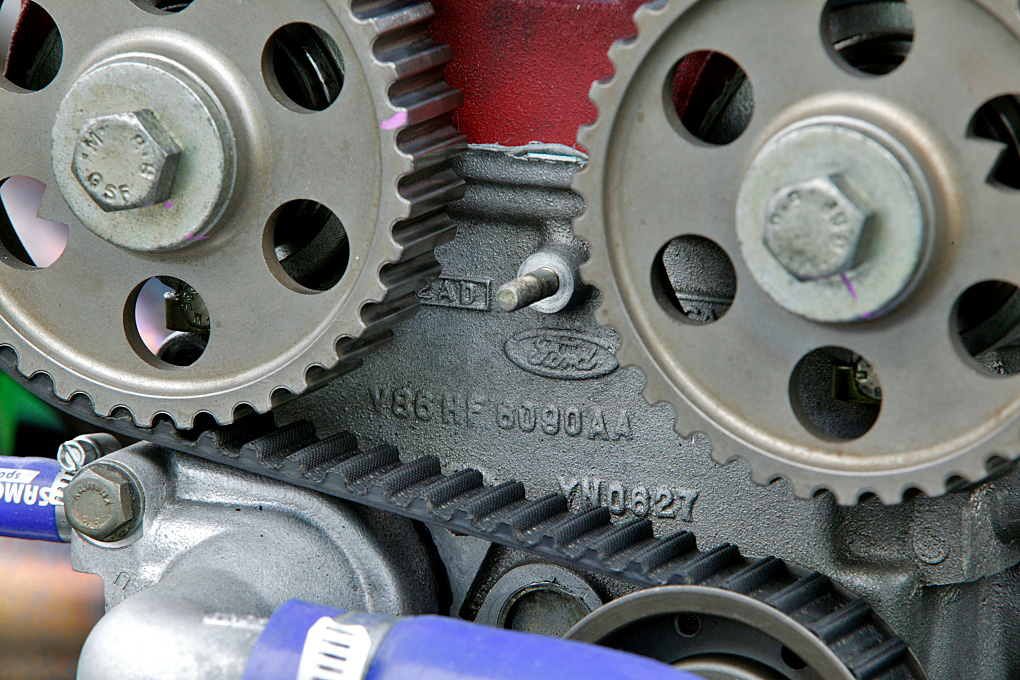
Curea de distribuție la motor Ford-Cosworth